# Colliuris lengi
Colliuris lengi är en skalbaggsart som beskrevs av Schaeffer. Colliuris lengi ingår i släktet Colliuris och familjen jordlöpare. Inga underarter finns listade i Catalogue of Life.